# Stanisław Mozgawski
Stanisław Mozgawski – kasztelan bydgoski w latach 1464–1472.
Jako kasztelan jest podpisany w kilku dokumentach:
- 12 kwietnia 1464 r. - rozpatrywał sprawę o spadek między konwentem strzeleńskim a Stanisławem Balińskim,
- 9 grudnia 1466 r. - był obecny przy fundowaniu ołtarza i obrazu do kościoła farnego przez Jana Kościeleckiego - wojewodę inowrocławskiego i starostę bydgoskiego,
- maj 1467 r. jako jedyny z urzędników bydgoskich brał udział w zatwierdzaniu pokoju toruńskiego na sejmie piotrkowskim,
- 17 lipca 1470 r. - zasiadał jako asesor w sądzie w Inowrocławiu.